# Marina Martín Moreno
Marina Martín Moreno (Málaga, 8 de julio de 1997) es una exjugadora de balonmano española que jugó para el Club Balonmano Femenino Málaga Costa del Sol.

## Trayectoria
Criada en la cantera del colegio Puertosol, llegó al Costa en la temporada 2017-18 tras pasar por División de Honor Plata con el Colegio Los Olivos. 
Llegó a competir en Europa, entre las temporadas 2017 y 2019, en la que participó en ambas ediciones de la Challenge Cup (actualmente EHF European Cup). Debutó en un partido ante el WHC Metalurg, el 10 de noviembre de 2017, en el que anotó 2 goles.
En sus tres años con el conjunto malagueño la jugadora participó en la primera mitad de la temporada 2019-20 de aquel equipo del Costa del Sol que pasó a la historia por ser la primera plantilla en conseguir títulos (Copa Europea femenina de la EHF 2020-21, Supercopa de España femenina de balonmano y Copa de la Reina de balonmano 2019-20) del conjunto malagueño.
Se retiró en 2020 para centrarse en sus estudios de medicina.

## Títulos
- Copa Europea femenina de la EHF (1): 2020-21
- Supercopa de España femenina de balonmano (1): 2020-21
- Copa de la Reina de balonmano (1): 2019-20
- Copa de Andalucía (1): 2019[9]